# Can Bruguera (la Batllòria)
Can Bruguera és una casa al nucli urbà de la Batllòria (Vallès Oriental), inclosa a l'Inventari del Patrimoni Arquitectònic de Catalunya.

## Història
Formava part del Casal dels Gualba, bastit entre finals del segle xv i el xvi, després de la destrucció del seu castell de Sant Martí de Montnegre durant la revolta dels remences. Els Gualba esdevingueren barons de Montnegre cap al 1520, i com que Guillem Ramon de Gualba-Despapiol i de Castelló no tingué fills llegítims, la baronia passà a la seva germana Maria, casada amb Marià de Berart (o Berardo) i de Bes, i després a la filla d'aquests, Maria de Berart i de Gualba, casada amb el perpinyanès Francesc Ortafà, que el 1640 l'heretà a la mort de la seva dona. El seu fill Francesc d'Ortafà i de Berart, setè baró de Montnegre, solia viure a Perpinyà i el 1646 llogà l’Hostal Nou de la Batllòria. Fou succeït per l'austriacista Agustí de Berart, vuitè baró de Montnegre, i segurament pare de Francesc de Berart i Santjust, que el 1714 fou nomenat marquès de Montnegre amb grandesa d’Espanya.
Fou succeït per la seva filla Maria, que es va casar amb Josep Francesc de Feguera i d'Aimeric (1684-1746), segon marquès de Foix, i l'hereu Ramon de Peguera i de Berart es va casar amb Gertrudis d'Armengol i Despujol (1724-1805), baronessa de Rocafort de Queralt. La línia successòria va acabar amb la seva neta Maria Manuela de Peguera i de Pedrolo (1821-1881), que va morir sense descendència i va llegar els seus béns a les Saleses de Barcelona. Pocs anys després, el casal va ser dividit en cinc cases, que es van vendre a particulars, i s'hi van obrir balcons nous a les façanes del carrer Major: Can Bruguera, Cal Ferrer, Cal Patró, 
Cal Rosso i Cal Sereno.
El 2011, Can Bruguera va ser habilitat i des d'aleshores acull l'Observatori de la Tordera, un organisme impulsat per l'Ajuntament de Sant Celoni en conveni amb l'Institut de Ciència i Tecnologia Ambientals (ICTA) de la Universitat Autònoma de Barcelona i l'Agència Catalana de l'Aigua, que s'encarrega de fer el seguiment continuat dels indicadors socioecològics a la conca de la Tordera.

## Descripció
Consta de planta baixa i dos pisos, i té la coberta composta. Té una paret mitgera i un pati lateral. La façana principal no té quasi cap interès, però la lateral que dona al pati, té una finestra lobulada i una altra d'arc conopial que està reduïda de dimensions però que conserva el perfil del buit. També hi ha un rellotge de sol bastant descolorit.